# Symplectoscyphus confusus
Symplectoscyphus confusus is een hydroïdpoliep uit de familie Sertulariidae. De poliep komt uit het geslacht Symplectoscyphus. Symplectoscyphus confusus werd in 1930 voor het eerst wetenschappelijk beschreven door Totton. 